# Ракатешу (Бистрица-Насауд)
Ракатешу (рум. Răcăteșu) насеље је у Румунији у округу Бистрица-Насауд у општини Тарлишуа. Oпштина се налази на надморској висини од 433 m.

## Становништво
Према подацима из 2002. године у насељу је живело 240 становника.

### Попис2002.
| Расподела становништва по националности 2002.‍ | Расподела становништва по националности 2002.‍ | Расподела становништва по националности 2002.‍ | Расподела становништва по националности 2002.‍ | Расподела становништва по националности 2002.‍ |
| --------------------------------------------- | --------------------------------------------- | --------------------------------------------- | --------------------------------------------- | --------------------------------------------- |
|                                               |                                               |                                               |                                               |                                               |
| Румуни                                        | Румуни                                        |                                               | 200                                           | 84,0%                                         |
| Роми                                          | Роми                                          |                                               | 38                                            | 16,0%                                         |